# Leiomelus capito
Leiomelus capito är en insektsart som först beskrevs av Germain 1903.  Leiomelus capito ingår i släktet Leiomelus och familjen Anostostomatidae. Inga underarter finns listade i Catalogue of Life.